# Ana Julia Hernández Pérez
Ana Julia Hernández Pérez, es una política mexicana, integrante del Partido de la Revolución Democrática (PRD).

## Trayectoria política
De 2012 a 2015 fue diputada local en la Asamblea Legislativa del Distrito Federal por el distrito XXXIX en la cual presidió la Comisión de Desarrollo Metropolitano.
En 2014, como diputada local presentó un punto de acuerdo para que se investigará por la Procuraduría General de Justicia del Distrito Federal la presunta comisión de delitos relacionados con la red de prostitución que ligaba al entonces dirigente del Partido Revolucionario Institucional (PRI) del Distrito Federal Cuauhtémoc Gutiérrez de la Torre, mismo que fue aprobado por la Asamblea Legislativa del Distrito Federal.
En 2015 fue candidata a Delegada en Xochimilco por el Partido de la Revolución Democrática (PRD). 
En 2015 el Tribunal Electoral del Distrito Federal la sancionó debido a la promoción personalizada con utilización de recursos públicos, actos anticipados de precampaña y campaña, así como por la colocación de propaganda electoral en lugares prohibidos.
En 2016 fue integrante de la Asamblea Constituyente de la Ciudad de México que redactó la Constitución Política de la Ciudad de México.
En 2018 fue candidata a la Alcaldía de Xochimilco por la Coalición Por la CDMX al Frente integrada por el Partido de la Revolución Democrática (PRD) y el Partido Acción Nacional. (PAN) En el mismo año recibió el premio “Defensa y Promoción de los Derechos Humanos” de parte de la Barra Interamericana de Abogados A.C.